# 中部銀行
株式会社中部銀行（ちゅうぶぎんこう）はかつて存在した第二地方銀行。統一金融機関コードは0539。本店は静岡県静岡市（現・静岡市葵区）。企業ロゴは「ちゅ～ぶ」であった。破綻時の業容は、預金量2498億円、貸出金3808億円、店舗数44店舗、従業員653名であった。

## 銀行概要
1916年4月に静岡県浜松市に設立された西遠無尽株式会社を前身とし、戦後、本店を静岡市に移転。1952年7月に相互銀行法の施行により株式会社中部相互銀行に商号変更した。翌年（1953年）9月、大仁鉱山や北海道の北ノ王鉱山の採掘によって巨万の富を得た帝産グループ総帥の石川博資が経営を掌握。社長は置かず、会長として中部相互銀の経営を司った。
1989年2月、普通銀行に転換し、中部銀行と改称した。石川の死去後は長男の石川良並が会長に就き、新たに役職として設けられた頭取には日本銀行出身者などを迎え、東京証券取引所への上場も予定していた。

## 破綻の経緯
帝産グループは、バブル期に中部銀からの融資を元手に不動産投資を拡大させたが、バブル崩壊によってそれが不良債権化し、負権は約1000億円ほどに達した。責任を明確化するため、良並は1994年3月に帝産グループの経営から退いた。翌年（1995年）には中部銀の会長からも退き、日銀出身の飯塚明が頭取に就任した。
依然として大株主であった帝産グループの影響力を削ぐことを目的に、飯塚は1998年3月、協栄生命（現・ジブラルタ生命）との資本提携を締結。さらに、県内企業や金融機関に株式を売却する方針を執った。これにより、帝産グループの持ち株比率は98.29%から2.2%まで低下した。この渦中、帝産グループの経営を奪取しようとしていた右翼幹部と良並が結託して乗っ取りを企て、不法にグループ企業の役員に就任したとして、警視庁捜査四課と品川署から、公正証書原本不実記載の疑いで逮捕された。
1998年4月、飯塚が会長に退き、後任には同様に日銀出身の栂井尚志副頭取が昇格。経営改革に取り組んでいた所、2000年10月、協栄生命（現・ジブラルタ生命）の破綻に伴い48億4600万円の特別損失が発生。2001年3月、個人や取引先を対象に35億円の第三者割当増資を実施し、資本を増強した。
2001年11月の金融庁検査の結果、2000年9月末の自己資本比率が単体で3.05%、連結で2.63%に悪化。2001年12月28日に早期是正措置発動を受け、信用不安をかき消そうと、2002年1月14日に国内の証券系企業200億円程度の増資の折衝を行う経営改善計画を発表、地元紙一面に全面広告を掲載し「増資後の自己資本比率は10%以上に」とPRした。しかし、実情として増資計画は行き詰まっていたにもかかわらず基本合意に達したと広告したことから、2002年3月5日に金融庁から業務改善命令を受けた。
2002年4月1日からのペイオフ解禁を控え、金融庁は不良金融機関に対して強い態度に臨む方針を示していたほか、地方自治体もペイオフ解禁を控え独自の基準を設け、金融機関を査定していた。そうした中、静岡県が独自に策定した基準を満たすことができなかったため、新年度（2002年4月1日）から中部銀に預けていた公金を他行へ移す方針を固めたとの風評が流れた。これによって、預金流出は多い日で1日に10億円程度、業務改善命令の発動直後は20億円程度に跳ね上がり、結局、早期是正措置発動からわずか2ヵ月間に預金量の1割以上の445億円が流出した。
2002年3月7日には臨時株主総会を開催し増資を決議、払込みが予定通りに進めば、2002年3月期末の自己資本比率は単体、連結とも健全性の目安となる4%台を回復するはずだったが、信用不安は解消せず、預金流出は続き、増資の引き受けもままならなかった。結果、ペイオフ解禁後にさらに信用不安が拡大するのは必至と判断。2002年3月8日預金保険法第74条第5項の規定による申出がなされ、破綻処理を申請した。後の金融庁検査で、破綻時は▲281億円、自己資本比率は▲10.77%の債務超過が判明する。
破綻後は日本承継銀行を経て、静岡県内の支店は清水銀行と静岡中央銀行に、神奈川県と東京都の支店は東京スター銀行に営業譲渡された。
本店の跡地には、土地がつながっていた愛知銀行旧静岡支店の跡地と駐車場と合わせた土地に清水銀行の静岡支店が建てられ、現在に至る。

## 沿革
- 1916年4月 - 西遠無尽株式会社として、浜松市（現・浜松市中央区）に設立。
- 1946年10月 - 本店を静岡市（現・静岡市葵区）に移転。
- 1952年7月 - 相互銀行に転換、株式会社中部相互銀行に商号変更。
- 1989年2月 - 普通銀行に転換、株式会社中部銀行に商号変更。
- 2002年3月8日 - 預金保険法第74条第5項の規定による申出がなされ、経営破綻。
- 2003年
  - 3月3日 - 営業譲渡。
  - 3月28日 - 会社解散。
- 2009年
  - 2月27日 - 清算終了。
  - 3月9日 - 同日付で登記簿が閉鎖（法人格抹消）。93年の歴史に幕を下ろす。